# ساردینچه‌ها
ساردینچه‌ها (نام علمی: Sardinella) نام یک سرده از تیره شگ‌ماهیان است. در جنوب ایران آن‌ها را با نام حشینه می‌شناسند.